# 三浦正次
三浦 正次（みうら まさつぐ）は、江戸時代前期の大名。下総矢作藩主、のち下野壬生藩初代藩主。美作勝山藩三浦家初代。

## 生涯
三浦正重の長男。慶長17年（1612年）から元和9年（1623年）にかけて土井姓を称するが、のち三浦に復姓する。寛永7年（1630年）、下総矢作に1万石を与えられて大名となる。寛永10年（1633年）3月23日、六人衆（後年の若年寄）となる。寛永16年（1639年）、2万5千石をもって壬生城主となる。寛永18年（1641年）に43歳で死去し、跡を長男の安次が継いだ。